# ISS-Expeditie 7
ISS Expeditie 7 was de zevende missie naar het Internationaal ruimtestation ISS. De missie begon op 28 april 2003. Malenchenko en Lu namen eerder al samen deel aan spaceshuttlemissie STS-106. 
Oorspronkelijk bestond de bemanning uit drie personen die zouden gaan met de spaceshuttle Columbia. Deze verongelukte echter tijdens shuttlemissie STS-107. Hierdoor moest men gaan met Sojoez TMA-2 die ruimte bood voor twee bemanningsleden.

## Bemanning
| Positie           | Ruimtevaarder                         |                                       |
| ----------------- | ------------------------------------- | ------------------------------------- |
| Bevelhebber       | Yuri Malenchenko, RSA 3e ruimtevlucht | Yuri Malenchenko, RSA 3e ruimtevlucht |
| Flight Engineer 1 | Edward Lu, NASA 3e ruimtevlucht       | Edward Lu, NASA 3e ruimtevlucht       |